# Coenonympha rinda
Coenonympha rinda är en fjärilsart som beskrevs av Ménétriés 1859. Coenonympha rinda ingår i släktet Coenonympha och familjen praktfjärilar. Inga underarter finns listade i Catalogue of Life.